# Rouen
Rouen (AFI: /ʁwɑ̃/), in italiano arcaico Roano, è una città di 114 187 abitanti nel nord della Francia, al centro di un'area metropolitana (Métropole Rouen-Normandie) di oltre 500 000 abitanti, capoluogo del dipartimento della Senna Marittima e della regione della Normandia, attraversata dalla Senna e da tre suoi affluenti: l'Aubette, il Robec, e il Cailly. I suoi abitanti sono chiamati Rouennais.
Tra le più importanti città d'arte del Paese tanto da meritarsi l'appellativo di «Città Museo» (Ville Musée), conserva, infatti, un elevato numero di mirabilissimi monumenti, soprattutto gotici, e un centro storico ancora ricco di antiche case a graticcio costituenti un importante esempio di complesso medievale nord-europeo. Città natale di Gustave Flaubert e Pierre Corneille, è sede di un'arcidiocesi, il cui arcivescovo è primate di Normandia. La città è una delle poche in Francia ad essere onorata con la Legion d'onore.

## Geografia fisica

### Territorio
La città sorge nella bassa Valle della Senna, fra le ampie anse che il fiume forma in Normandia, a circa 60 km dal mare. È attraversata dalla Senna e dai suoi affluenti, l'Aubette, il Robec e il Cailly. Nel suo percorso cittadino, la Senna forma un'isola, l'Isola Lacroix.

### Clima
| Rouen               | Mesi | Mesi | Mesi | Mesi | Mesi | Mesi | Mesi | Mesi | Mesi | Mesi | Mesi | Mesi | Stagioni | Stagioni | Stagioni | Stagioni | Anno |
| Rouen               | Gen  | Feb  | Mar  | Apr  | Mag  | Giu  | Lug  | Ago  | Set  | Ott  | Nov  | Dic  | Inv      | Pri      | Est      | Aut      | Anno |
| ------------------- | ---- | ---- | ---- | ---- | ---- | ---- | ---- | ---- | ---- | ---- | ---- | ---- | -------- | -------- | -------- | -------- | ---- |
| T. max. media (°C)  | 6,8  | 7,8  | 11,8 | 14,8 | 18,4 | 21,4 | 23,3 | 23,0 | 20,5 | 15,7 | 10,4 | 7,6  | 7,4      | 15,0     | 22,6     | 15,5     | 15,1 |
| T. min. media (°C)  | 6,8  | 7,8  | 11,8 | 14,8 | 18,4 | 21,4 | 23,3 | 23,0 | 20,5 | 15,7 | 10,4 | 7,6  | 7,4      | 15,0     | 22,6     | 15,5     | 15,1 |
| Precipitazioni (mm) | 61   | 50   | 49   | 42   | 52   | 50   | 50   | 51   | 59   | 64   | 71   | 64   | 175      | 143      | 151      | 194      | 663  |

## Istruzione
A Rouen si trovano un'università (Université de Rouen-Normandie) e vari altri istituti d'insegnamento superiore, fra cui la nota NEOMA Business School, situata presso la vicina Mont-Saint-Aignan, e una Grande École d'Ingénieurs, l'INSA di Rouen, nel comune di Saint Étienne du Rouvray (periferia sud della città).

## Storia

### Antichità
La città venne fondata nell'antichità dalla tribù celtica dei Veliocassi, col nome di Ratumacos, sulla sponda destra della Senna. Essi controllavano il vasto territorio della bassa valle della Senna, da cui prese il nome di Vexin. Ratumacos ne divenne la capitale.
Dopo la conquista della Gallia da parte di Cesare, la città venne rifondata col nome di Rotomagus. La città gallo-romana vera e propria venne poi ampliata, ma anche del tutto rifondata,di scienza sotto il regno di Augusto, fino a raggiungere la grandezza di seconda città della Gallia, preceduta soltanto da Lugdunum (Lione).

Successivamente la città attraversò un periodo di benessere e di grande sviluppo, che culminò nel III secolo d.C. con la costruzione di grandi bagni, terme e un anfiteatro.
Tuttavia questo benessere non durò molto a lungo; infatti nel suo IV secolo iniziarono le prime invasioni barbariche dei Germani. Fu in questo periodo che Rouen divenne sede vescovile e vide la costruzione della sua prima cattedrale, ad opera del primo vescovo san Victricio. Quest'ultimo, infatti, 
descrisse nel suo De laude domini del 396 la costruzione di una basilica, al fine di ospitare le reliquie che aveva ricevuto da sant'Ambrogio. Faceva riferimento alla chiesa di santo Stefano allora in costruzione.

### Medioevo

#### Dai Vichinghi al Ducato di Normandia

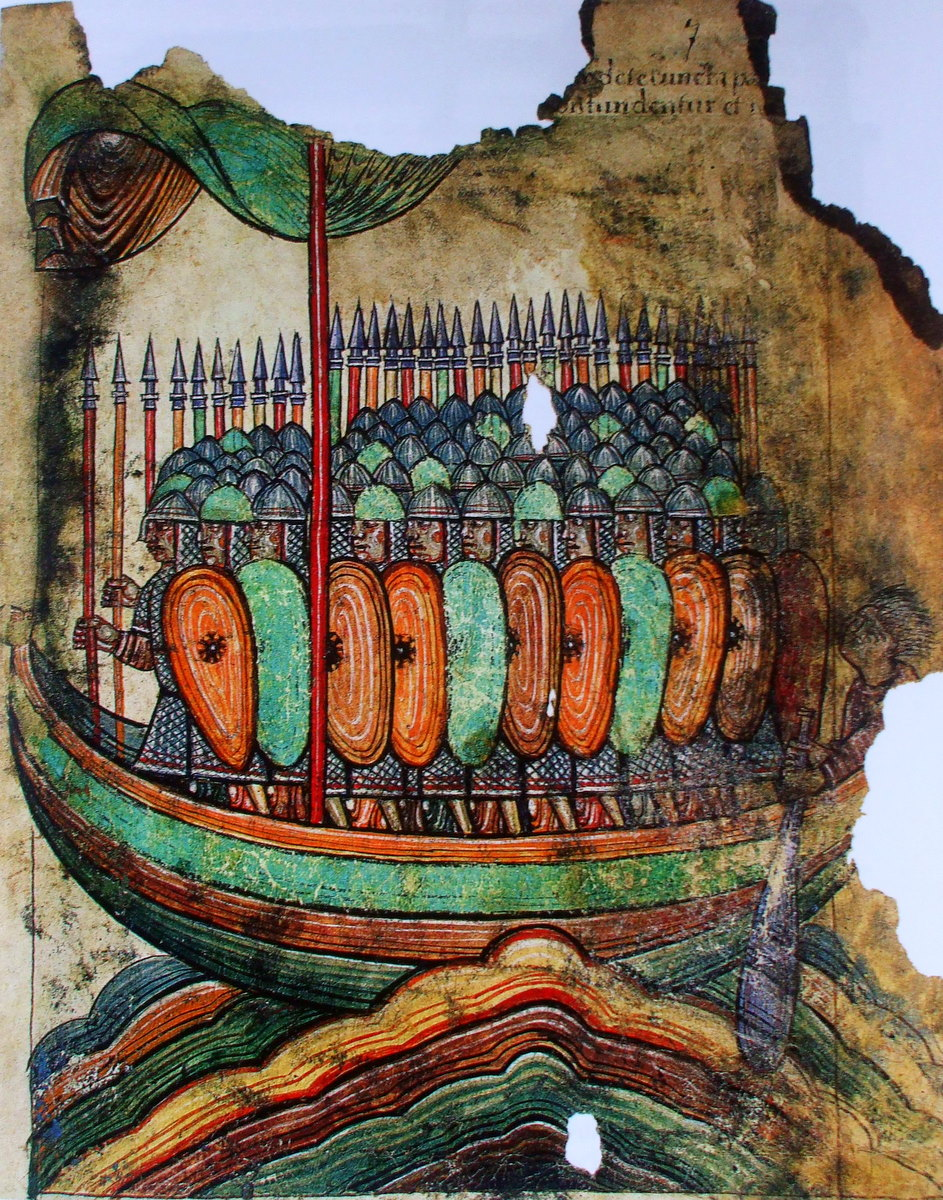
Attacco vichingo, in un codice miniato del 1100 dell'abbazia di Saint-Aubin

A partire dal IX secolo i Vichinghi fecero numerose incursioni nella valle nella Senna e, come citato nelle cronache del tempo dell'abbazia di Fontenelle, il 14 maggio 841 distrussero Rouen:
(Un manoscritto)
Le incursioni vichinghe continuarono, tanto che la città venne riattaccata nuovamente nell'843. Nel 911 il re Carlo III di Francia si vide infine costretto a stipulare il Trattato di Saint-Clair-sur-Epte col loro capo Rollone, con il quale gli cedeva le terre della bassa valle della Senna, equivalente all'odierna Alta Normandia, in cambio di un giuramento di vassallaggio (che fu pronunciato nel 940) e di un impegno a ricevere il battesimo. Rollone doveva inoltre difendere l'estuario della Senna dalle ulteriori incursioni vichinghe.
Rollone fondò allora il Ducato di Normandia e Rouen ne divenne la capitale. Rollone vi instaurò il cosiddetto Échiquier de Normandie, Corte sovrana di Normandia, un'assemblea dei notabili del ducato (nobili, prelati, balivi), rappresentanti ⁸le principali città feudali di Rouen, Caudebec-en-Caux, Évreux, Les Andelys, Caen, Coutances e Alençon. Si riunivano in città due volte l'anno per tre mesi, all'inizio della primavera e dell'autunno.
Nel 949 Riccardo Senza Paura sconfisse, durante l'assedio di Rouen, la grande coalizione del re di Francia Luigi IV d'Oltremare, dell'imperatore germanico Ottone il Grande e del conte di Fiandra Arnolfo il Grande. Fu una vittoria decisiva per l'avvenire della Normandia, che vide la città prosperare, divenire un porto commerciale con la regione parigina e un mercato di schiavi.
Nel X secolo Abraham ben Jacov mercante arabo inviato dell'omayyade califfo di Cordova, visitò anche Rouen, scrivendone un resoconto.
Nel 1066, dopo la battaglia di Hastings condotta da Guglielmo il Conquistatore, i duchi di Normandia divennero anche re d'Inghilterra. Il fatto venne mirabilmente rappresentato nel famoso arazzo di Bayeux.
Il 26 gennaio 1096, durante la Prima crociata, gli ebrei di Rouen, allora la più grande comunità a nord della Loira, vennero massacrati.
Tutti i Duchi di Normandia risiedettero a Rouen, a eccezione di Riccardo Cuor di Leone, che preferì sviluppare Caen come capitale, anche se il suo cuore si trova sepolto nella cattedrale di Rouen.
Nel 1150 Rouen ottenne la Carta Civica e venne amministrata da un governo di cento pari, detti Cent Pairs, e gli abitanti vennero raggruppati in Corporazioni. Grande centro commerciale, Rouen esportava sale e pesce verso Parigi e vino verso l'Inghilterra.
Nella notte di Pasqua del 1200 un grave incendio distrusse la cattedrale, la cui ricostruzione richiese diversi secoli.

#### Regno di Francia

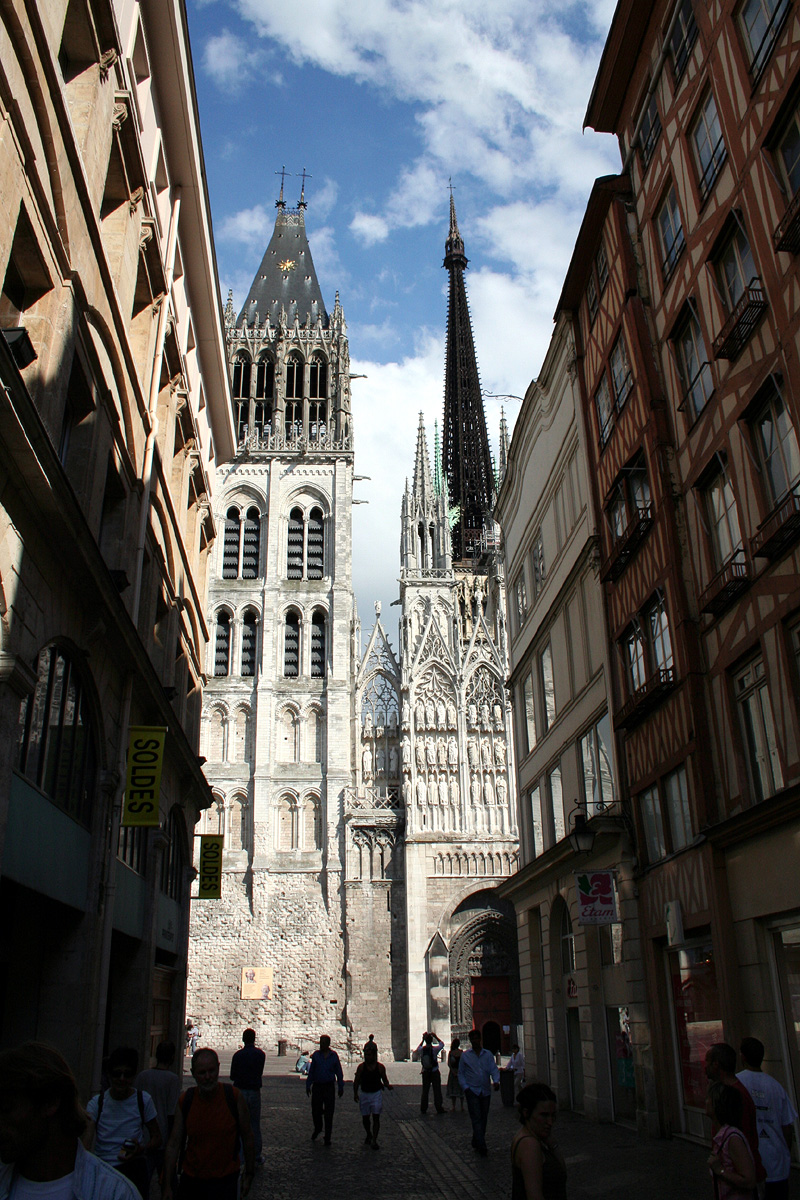
Veduta della Tour Saint-Romain e della flèche della cattedrale.

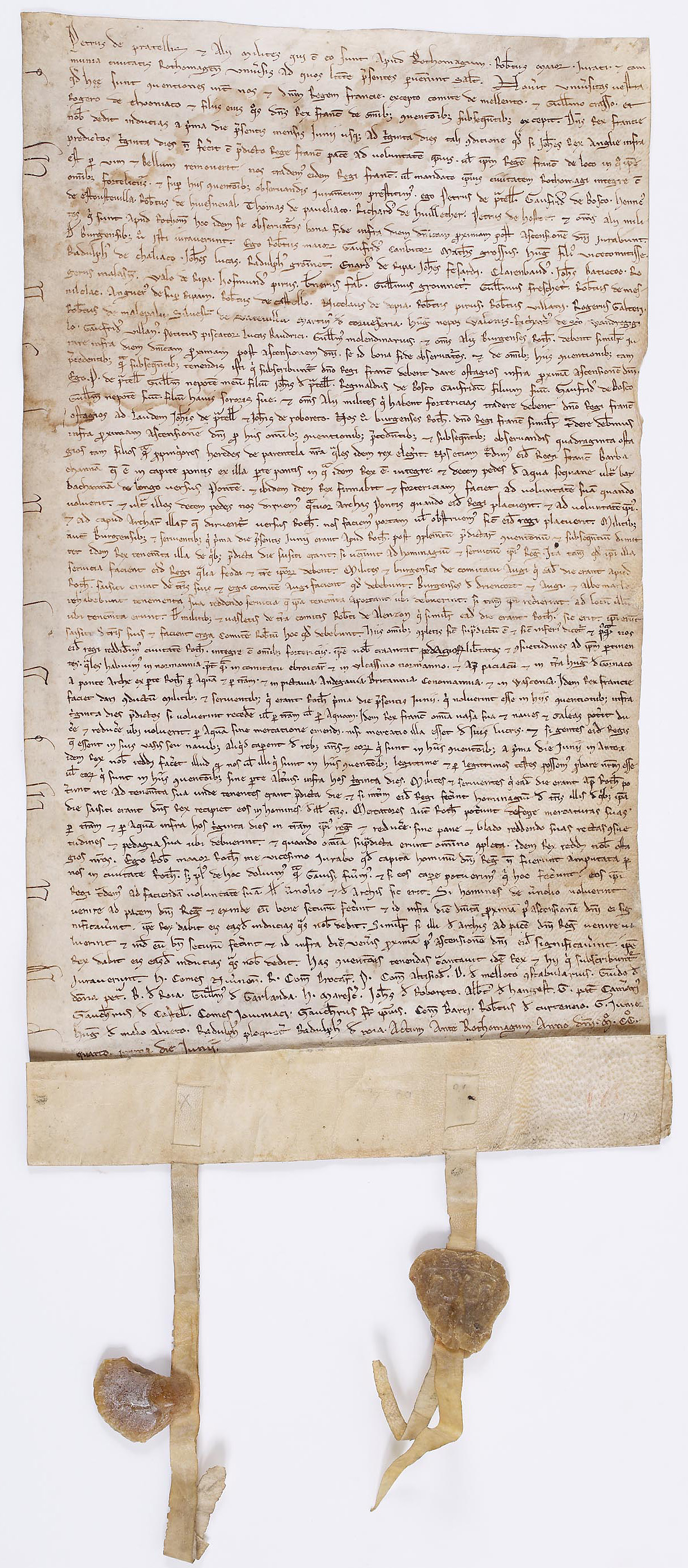
Capitolazione di Rouen del giugno 1204, quando la città ritornò al re di Francia Filippo Augusto

Il 24 giugno 1204 il capitano Pierre de Préaux, guida dell'esercito del re di Francia Filippo Augusto, riconquistò, dopo 40 giorni d'assedio, la città e dunque la Normandia, riattaccandola al Regno di Francia. Rouen mantenne i privilegi comunali, ma vide la demolizione del castello ducale e l'edificazione di un forte (Château de Rouen|castello) a controllo della città. Esso sorse sul sito dell'antico anfiteatro gallo-romano e venne poi abbattuto nel XV secolo.
In questo periodo la città crebbe vivamente e sviluppò una fiorente manifattura tessile, comprando lana dall'Inghilterra e rivedendo il panno elaborato nelle fiere della Champagne. La sua prosperità restò comunque fortemente legata al commercio fluviale sulla Senna, da cui i mercanti cittadini, detentori del monopolio dell'avamposto di Parigi già dall'epoca del duca Enrico II Plantageneto, spedivano in Inghilterra vino e grano e importavano lana e stagno.
La torbida vicenda delle tasse sfociò nei moti del 1281, che videro l'assassinio del sindaco e l'assalto dei palazzi nobiliari. Filippo il Bello, affrontando le insurrezioni, soppresse il Comune e ritirò il monopolio mercantile sulla Senna. I cittadini ricomprarono le loro libertà nel 1294. Inoltre nel 1306 furono espulse le 5000-6000 persone della comunità ebrea di Rouen.
Nel luglio del 1348 la peste nera colpì la città. Nel 1382 scoppiò un'altra grande rivolta urbana  detta Harelle; la risposta reale vide una crudele repressione, seguita dall'aumento vertiginoso delle tasse e dall'abolizione delle libertà comunali e dei privilegi mercantili sulla Senna.

#### Guerra dei Cent'anni e dominazione inglese

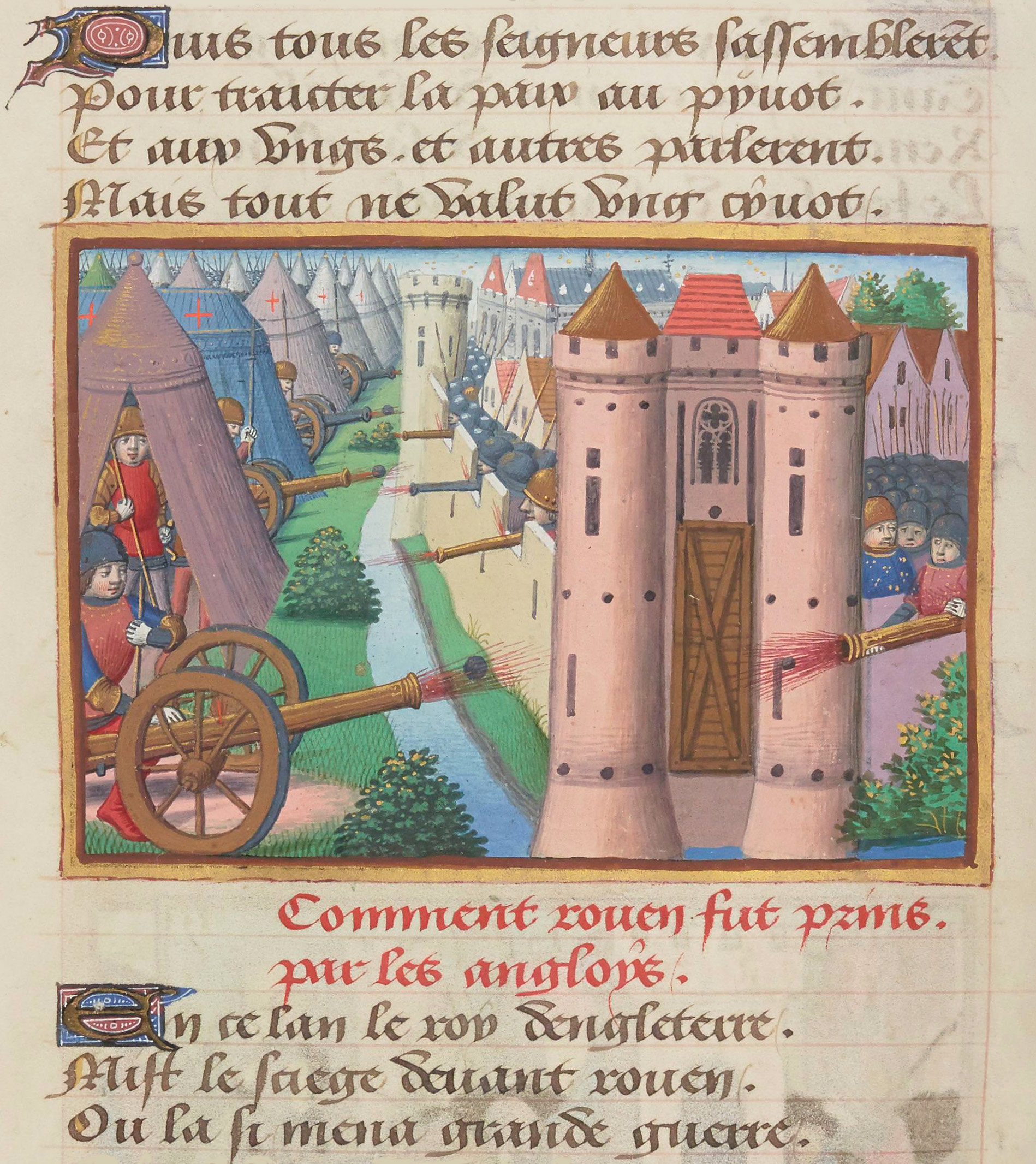
L'assedio di Rouen da parte di Carlo VII, dalle Vigiles de Charles VII di Martial d'Auvergne, Parigi, XV secolo

Il 19 gennaio 1419, durante la Guerra dei Cent'anni, il re Enrico V d'Inghilterra, sostenuto dal duca di Borgogna, prese la città per fame dopo un estenuante assedio e riattaccò la Normandia alla corona inglese. Fu durante questo periodo, quando Rouen fu capitale del potere inglese in Francia, che Giovanna d'Arco venne giudicata eretica e arsa sul rogo sulla piazza del Mercato Vecchio il 30 maggio 1431, su istigazione del duca di Bedford, Giovanni, e del partito borgognone, dominante in città.

#### Ritorno alla Francia
Nel 1449 Carlo VII di Francia ripresentato la città dopo 30 anni di dominazione inglese, riannettendola definitivamente al Regno di Francia.
Tutti i cantieri monumentali cittadini, rallentati dalla Guerra dei Cent'anni, vennero riattivati. Fu il caso delle chiese di San Maclovio e di Sant'Ouen, compiute in un ricchissimo stile gotico fiammeggiante.
Nel novembre del 1468 il re Luigi XI di Francia autorizzò il prolungamento della celebre fiera di Rouen, il cosiddetto Pardon Saint-Romain, fino a ben sei giorni, atto che accrebbe notevolmente l'importanza e lo sviluppo cittadini.

### Rinascimento

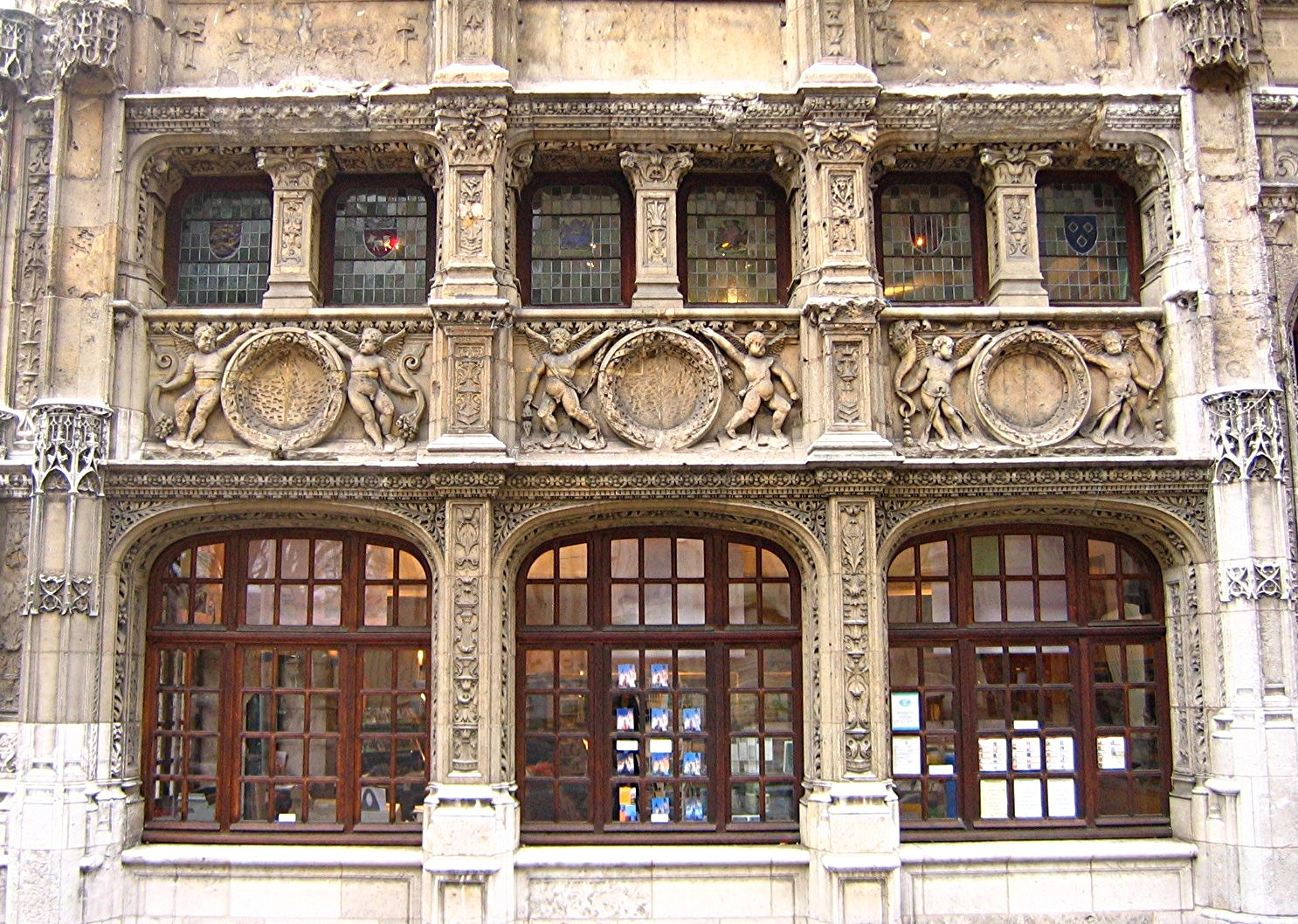
la preziosa facciata rinascimentale del Bureau des Finances, 1510.

Nel Rinascimento, Rouen diviene una delle più floride e popolose città di Francia, la maggiore dopo Parigi, Marsiglia e Lione; oltre che il principale centro normanno dell'arte rinascimentale. Grazie soprattutto ai suoi arcivescovi mecenati come Georges I d'Amboise e suo nipote Georges II d'Amboise, artisti e architetti come Roulland Le Roux hanno decorato le case e i palazzi con elementi italianeggianti, come nel Bureau des Finances, che sorge di fronte alla Cattedrale; o le porte della chiesa di San Maclovio, attribuite a Jean Goujon; o ancora il Gros-Horloge.
La sua economia era legata essenzialmente alla manifattura laniera, ma anche alla seteria e alla metallurgia. I pescatori di Rouen arrivavano fino in Terranova per pescare il merluzzo, o fino al Baltico per le aringhe. Il sale veniva dal Portogallo e da Guérande. I suoi tessuti erano esportati anche in Spagna e i Medici fecero di Rouen il principale mercato dell'allume di potassio, fissativo dei colori sui tessuti, legato anche ai commerci col nuovo continente, dal quale la città si approvvigionava delle materie prime necessarie alla tintura dei tessuti, divenendo un gran centro tinturiero.
All'inizio del XVI secolo, inoltre, la città era il principale porto commerciale francese verso il Brasile.
Il potente cardinale Georges I d'Amboise, arcivescovo di Rouen, divenuto nel 1498 anche Primo ministro del re Luigi XII di Francia, conferisce nel 1499 la sede stabile all'Échiquier di Rouen, che sarà trasformato da Francesco I nel 1515 in Parlamento. Aveva poteri giudiziari, legislativi ed esecutivi sugli affari della Normandia. Aveva anche competenza sulla gestione del Canada francese. Era un organo di alto prestigio, il quale aveva al di sopra di esso solo il Conseil du Roi, il Consiglio del Re. Mantenne questo ruolo fino alla Rivoluzione francese.

#### Guerre di religione

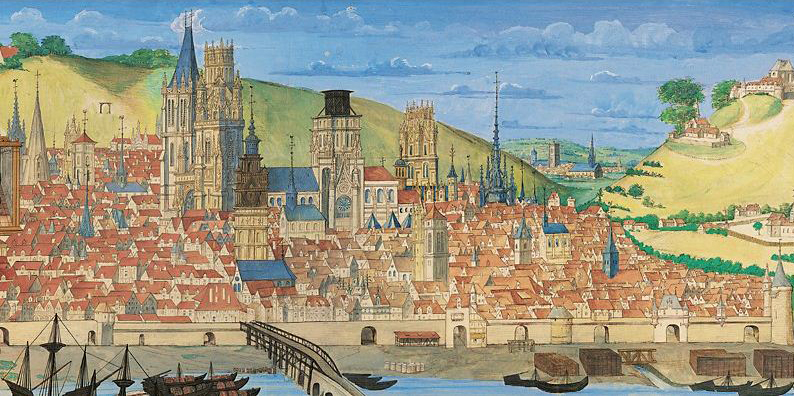
Rouen in una stampa nel Le Livre des Fontaines del 1526, di Jacques Le Lieur conservata alla Biblioteca.

A partire dagli anni trenta del XVI secolo, a poco a poco una parte della popolazione cittadina si convertì al protestantesimo di stampo calvinista. I riformati rappresentavano da un quarto a un terzo circa della popolazione, e verso il 1560 i rapporti fra le comunità protestanti e cattoliche si inasprirono. La Strage di Wassy del primo marzo 1562 causò la prima Guerra di religione.

Il 15 aprile 1562 i protestanti entrarono nel municipio, scacciando il balivo e a maggio gli iconoclasti conquistarono la città, scacciando i parlamentari cattolici da Rouen. Inoltre il 20 settembre si ebbe la stipula del Trattato di Hampton Court fra il generale Condé e la regina Elisabetta I d'Inghilterra, grazie al quale i protestanti poterono avvalersi dell'appoggio inglese.
I cattolici, tuttavia, presero il forte di Santa Caterina, che dominava la città, e così le autorità cittadine chiesero aiuto alla regina d'Inghilterra, la quale inviò delle truppe a sostegno dei protestanti, occupando Le Havre.
Il 26 ottobre le truppe del re Carlo IX di Francia presero Rouen, saccheggiandola per tre giorni.

Dieci anni più tardi, la notizia della Strage della Notte di san Bartolomeo, avvenuta il 23-24 agosto 1572, pervenne in città alla fine del mese: Hennequier cercò di evitare il massacro dei protestanti rinchiudendoli, ma fra il 17 e il 20 settembre la folla forzò le porte della prigione e sgozzò tutti i protestanti che vi si trovavano.
Il nuovo re Enrico IV di Francia, d'origine e simpatie protestanti, al fine di contrastare il fervore cattolico dei Guisa assalì più volte la città, ma Rouen resistette, e con particolare fierezza durante l'assedio del 1591-92 quando la soccorse l'armata spagnola di Alessandro Farnese, Duca di Parma.

### Età moderna

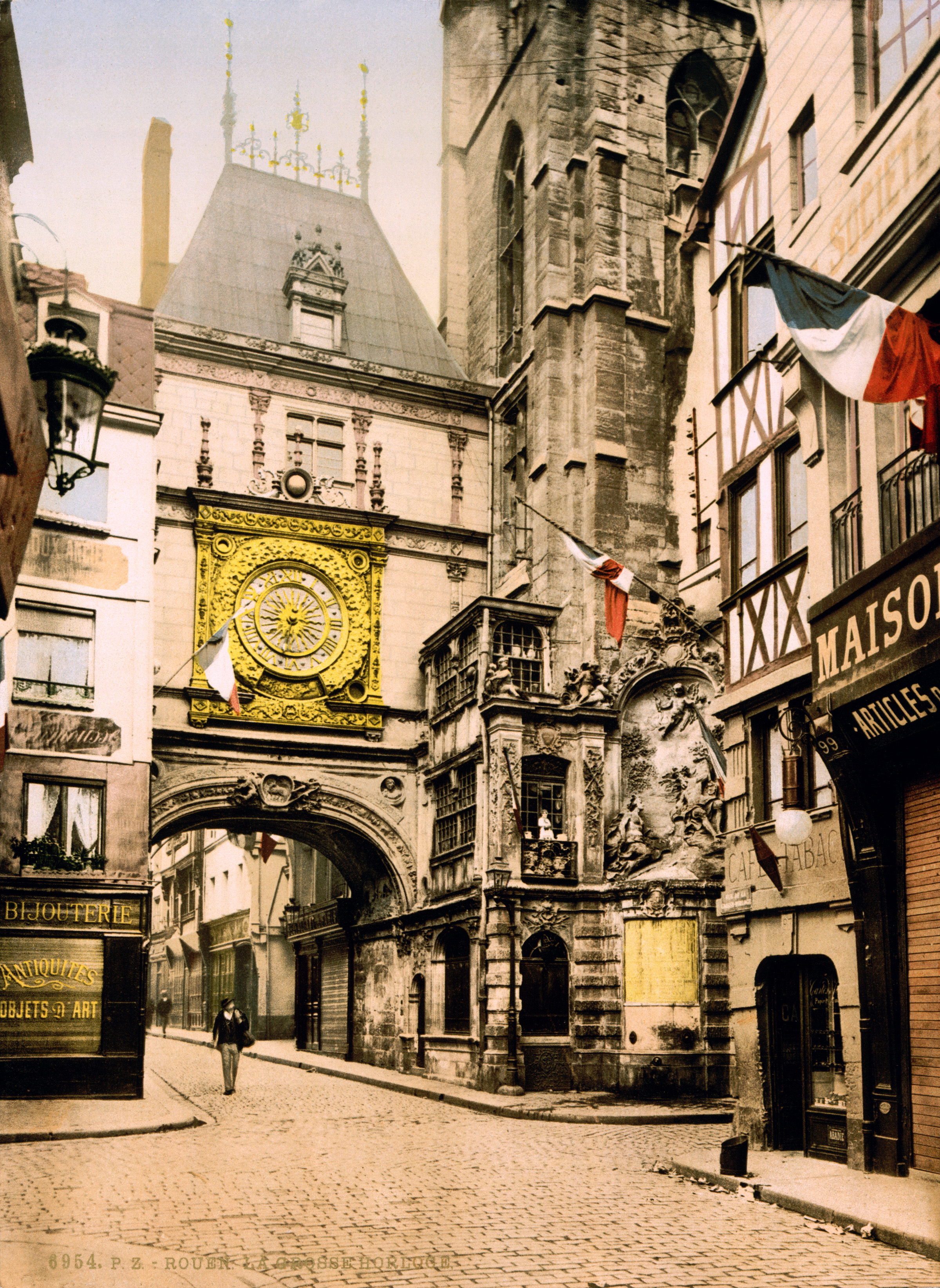
Il Grande Orologio tra il 1890 e il 1900.

Nel 1703 viene istituita a Rouen la Chambre de Commerce de Normandie.
Benché una prima Scuola di Medicina vi fosse stata fondata già nel 1605, la città era sprovvista di una vera università. Tuttavia la sua influenza culturale era notevole, così nel 1734 vi venne fondata una Scuola di Chirurgia, la seconda di Francia dopo quella di Parigi (1724).
Nel 1758 aprì il nuovo Hôtel-Dieu, ospedale, a ovest della città, rimpiazzando l'ormai troppo piccolo nosocomio che sorgeva a sud della cattedrale.
Agli inizi dell'Ottocento la città visse una grande espansione economica e urbanistica, tanto da permettersi di riedificare la vecchia flèche della Cattedrale, andata distrutta dopo un incendio nel 1822. La guglia venne rielevata, in ghisa, su progetto dell'architetto Jean-Antoine Alavoine e raggiunse un'altezza di ben 151 metri da terra, che le valse il titolo di edificio più alto del mondo dal 1876 (data del suo compimento) al 1880 (completamento delle torri del duomo di Colonia), restando comunque a tutt'oggi la torre più alta in Francia.

Durante la guerra franco-prussiana del 1870 la città venne occupata dai Prussiani.

#### Le due guerre

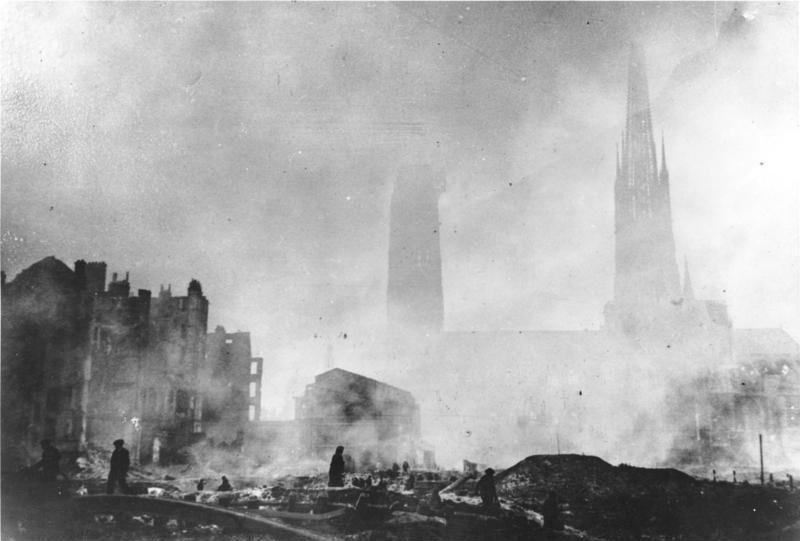
Veduta dopo i bombardamenti del 13 giugno 1944.

Durante la prima guerra mondiale Rouen fu una base dell'esercito britannico. Nel corso della seconda guerra mondiale, dopo esser stata eroicamente difesa dal Quinto Gruppo Franco motorizzato di Cavalleria, la città venne occupata dall'esercito tedesco comandato da Erwin Rommel il 9 giugno 1940. Il genio militare della difesa, per consentire l'evacuazione di più truppe possibili dopo la dichiarazione dello stato di città aperta, fece saltare i ponti principali e l'artiglieria si accanì contro le truppe nemiche in entrata. Come punizione i tedeschi incendiarono e devastarono la parte sud della città tra la cattedrale e la Senna.. Inoltre i pesantissimi bombardamenti subiti tra il 1942 e il 1944 distrussero tutti i ponti e la stazione ferroviaria. I due più gravi bombardamenti furono quello del 19 aprile 1944, da parte della Royal Air Force, che fece 816 morti e 20.000 feriti e arrecò notevoli danni alla cattedrale e al Palazzo di Giustizia; e quello detto della semaine rouge, la "Settimana rossa", portato a termine dall'aviazione statunitense tra il 30 maggio e il 5 giugno 1944, quando la cattedrale e il suo antico quartiere bruciarono di nuovo. Il 30 agosto 1944 le truppe canadesi entrarono nella città, liberandola dall'occupazione.
Dopo la guerra il centro della città venne ricostruito secondo il piano Greber, sotto la direzione di Jean Demarest, François Herr e Jean Fontaine.

## Monumenti e luoghi d'interesse

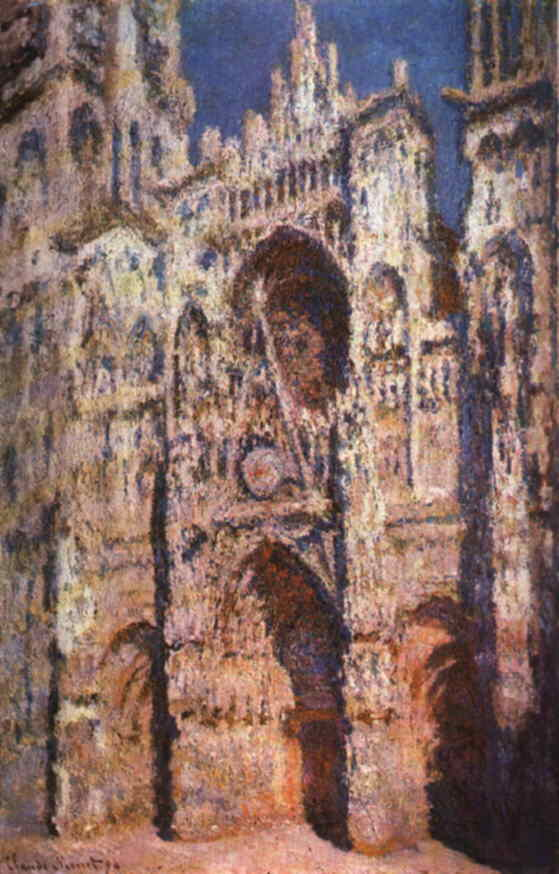
La Cattedrale di Rouen, in un dipinto di Claude Monet del 1894.

Rouen ha il marchio “città d'arte e storia” (ville d'art et d'histoire) dal 2002. Descritta da Stendhal come “l’Atene del gotico” ("Athènes du genre gothique"), Rouen è nota per il suo patrimonio d'architettura gotica, comprendente sia chiese sia palazzi, e per le sue numerose case a graticcio medievali preservate.

### Edifici religiosi
- La Cattedrale di Notre-Dame è una delle più belle e imponenti Cattedrali gotiche francesi e uno dei massimi capolavori dell'architettura gotica visto nella sua evoluzione dal XIII al XVI secolo. Presenta tre spettacolari facciate, la principale e quelle dei transetti sud e nord, veri merletti di pietra; e tre bellissime torri, una sulla crociera, che con la sua flèche di 151 metri di altezza rende la cattedrale di Rouen la più alta di Francia; e due sulla facciata principale: a sinistra la Tour Saint-Roman (77 metri di altezza), di base romanica, continuazione gotica e coronamento fiammeggiante; a destra la Tour de Beurre (80 metri di altezza), capolavoro gotico-fiammeggiante, eretta tra il 1485 e il 1505, che custodisce un carillon di 55 campane. Quest'ultima fu costruita con il denaro ottenuto dalle indulgenze della quaresima.
- La chiesa abbaziale di Saint-Ouen, grandiosa costruzione gotico-fiammeggiante iniziata nel 1318, sono stati rallentati dalla guerra dei cent'anni e terminata nel XVI secolo. L'antica "Abbazia di Saint-Ouen" è stato uno dei monasteri benedettini più potenti della Normandia.
- La chiesa di San Maclovio, costruita a partire dal 1437 e terminata nel 1517, è un bellissimo esempio di gotico-fiammeggiante. È preceduta da un superbo portico convesso a cinque arcate con complicata decorazione a cuspidi e pinnacoli che protegge tre portali dalle preziose porte rinascimentali.
- L'atrio di San Maclovio è un antico cimitero-ossario dove venivano sepolti gli appestati. Sorge nelle vicinanze della Chiesa omonima e venne costruito fra il 1526 e il 1658. Costituisce uno dei più rari esempi di ossari di questo genere sussistenti in Europa ed è un bell'esempio di architettura a graticcio.
- La chiesa di Santa Giovanna d'Arco costruita nello stesso luogo in cui avvenne il martirio. Costruita da Louis Arretche nel 1979, questa chiesa moderna ha un triplice compito: essere una chiesa per onorare la santa, essere un memoriale civile per commemorare l'eroina ed essere il luogo in cui sono conservate le vetrate dell'antica chiesa Saint-Vincent distrutta nel 1944.

### Edifici civili

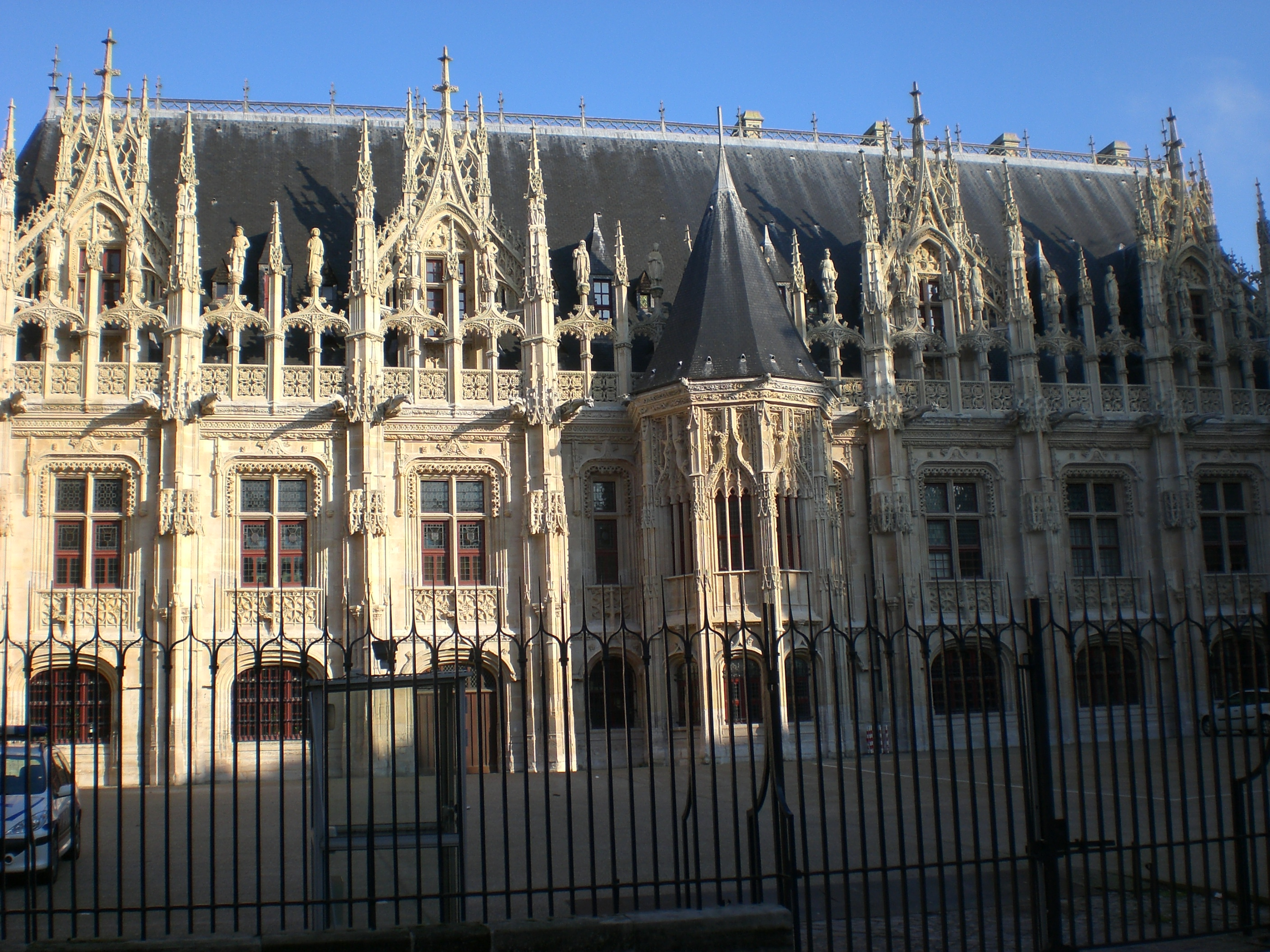
Il Parlamento di Normandia, oggi Palazzo di Giustizia, di stile gotico fiammeggiante.

- Il Gros-Horloge, simbolo della città, è una costruzione rinascimentale eretta sopra un arcone ribassato che scavalca la principale arteria cittadina. È munita di un bell'orologio astronomico medievale a due quadranti, che essendo stato realizzato nel 1389 è uno dei più antichi d'Europa. È fiancheggiata dal Beffroi gotico del 1389-98 e da una fontana rococò del 1733-43, donata dal re Luigi XV di Francia. Nel quadrante dell'orologio appare anche un "calendario settimanale" e le fasi della luna sono indicate nell'occhio di bue superiore. L'agnello pasquale, presente in uno stemma al centro dell'arcata, rappresenta le armi della città e simbolizza il commercio e l'industria della lana. Da vedere sulla facciata destra del Gros-Horloge, degli angeli scolpiti nella pietra, uno dei quali scolpito alla rovescia dagli operai in segno d'insoddisfazione durante la costruzione dell'orologio.
- Il Palazzo di Giustizia, uno dei capolavori assoluti dell'Arte gotico-fiammeggiante e uno dei più superbi esempi di architettura civile gotica. Venne costruito fra il 1499 e il 1550 come sede del Parlamento di Normandia. Meravigliosa è la fronte sulla Cour d'Honneur, vera filigrana in pietra lunga ben 66 metri.
- Il Pensionato di Jean Baptiste de La Salle
- La Torre medievale di Giovanna d'Arco faceva parte del castello di Rouen costruito nel 1204 da Filippo Augusto sulle rovine dell'anfiteatro gallo-romano di Rotomagus. È in questo castello che Giovanna d'Arco fu imprigionata e in cui si svolse il suo processo.
- La piazza del Mercato vecchio fu teatro, durante la guerra dei Cent'Anni, del supplizio di Giovanna d'Arco bruciata viva il 30 maggio 1431. Al centro della piazza, sono state liberate le vestigia della chiesa Saint-Sauveur e la piazza è circondata da un insieme di case a graticcio.
  - L'antico museo di Giovanna d'Arco.
  - La Croce di Giovanna d'Arco è una grande croce che si innalza vicino al luogo in cui Giovanna venne messa al rogo.

### Galleria d'immagini

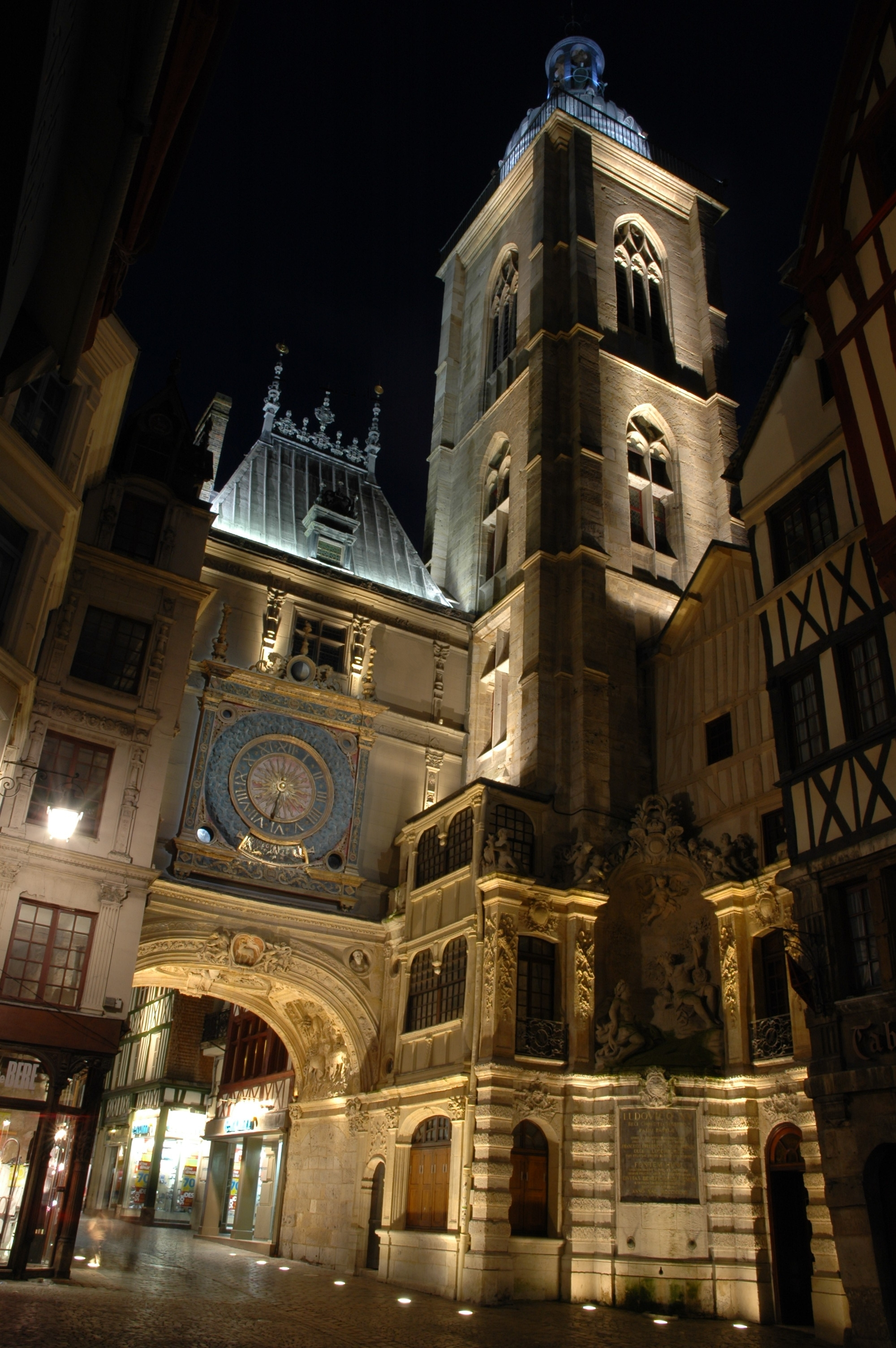
Il Gros Horloge di notte.
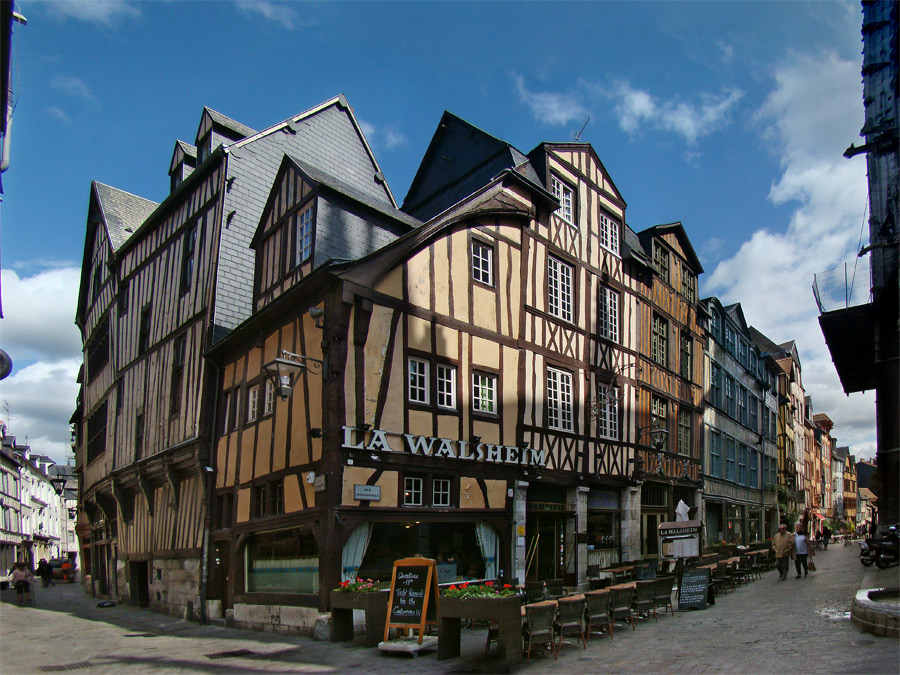
Case medievali nel centro storico.
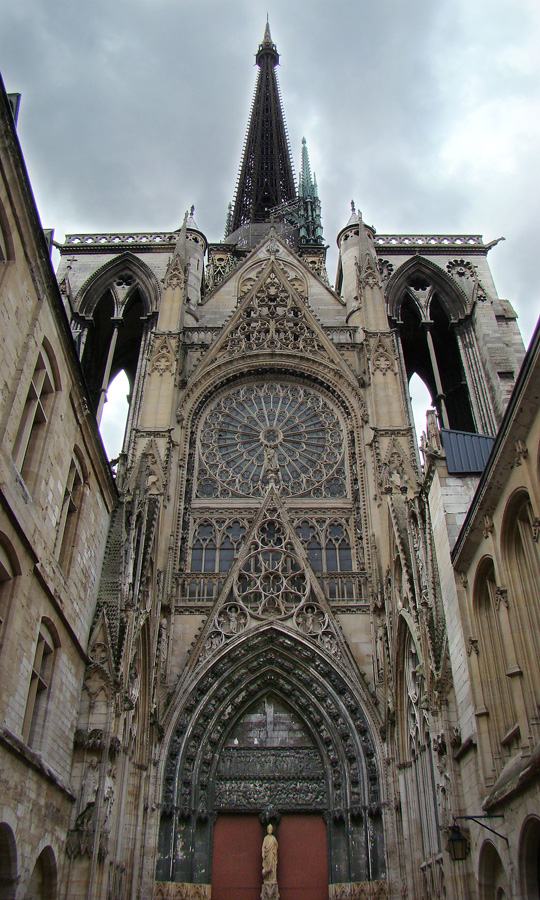
Una facciata laterale della cattedrale.
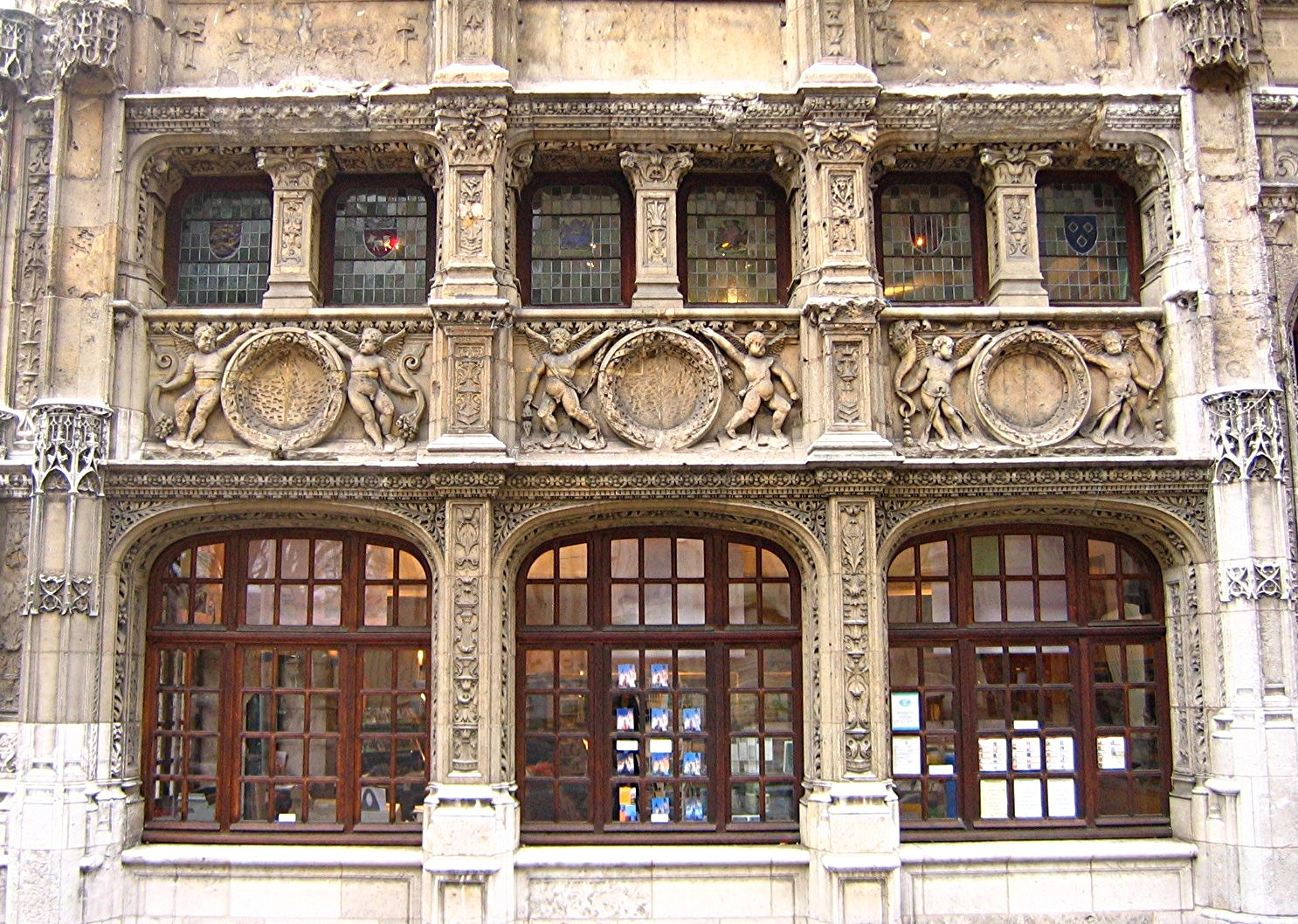
La facciata rinascimentale dell'antico Bureau des Finances.
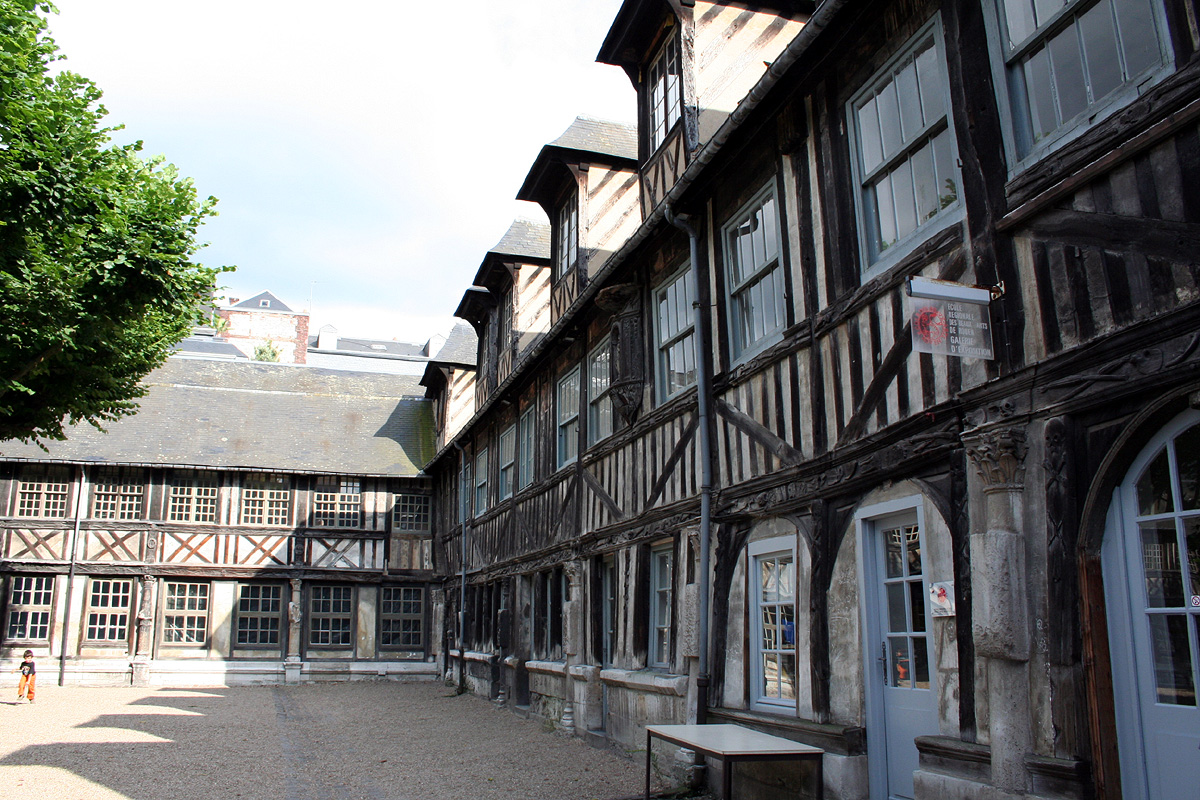
L'Atrio di San Maclovio, 1526-1658.

## Cultura

### Musei
- Il Museo delle Belle Arti espone, tra l'altro: tele del Perugino, di Gerard David, François Clouet, Diego Velázquez, Caravaggio, Luca Giordano, Rubens, Nicolas Poussin, Jean Honoré Fragonard, Géricault, Delacroix, Monet, Auguste Renoir, Modigliani e un antico presepio napoletano.
- Il musée maritime fluvial et portuaire, un museo sulla storia del porto di Rouen e della navigazione marittima
- L'Historial Jeanne d'Arc
- Il Panorama XXL

### Rouen in letteratura
- In un albergo della zona del porto della città natale di Flaubert sono ambientati gli incontri della Bovary [16] con il giovane amante Lèon. Dopo uno dei tanti rendez-vous settimanali, al ritorno in diligenza verso casa si svolge l'episodio del "povero diavolo che vagabondava col suo bastone in mezzo alle diligenze... Spesso, durante la corsa... s'aggrappava sul predellino in mezzo agli schizzi delle ruote. La sua voce... si strascicava nella notte come l'indistinto lamento di una vaga angoscia... aveva qualcosa di remoto che sconvolgeva Emma. Le scendeva in fondo all'animo, come un turbine in un abisso, e la trasportava negli spazi di una malinconia sconfinata...Emma tremava dal freddo sotto gli abiti, coi piedi sempre più ghiacci e la morte nell'anima."

## Società

### Evoluzione demografica
Abitanti censiti

## Infrastrutture e trasporti
La città è servita dall'aeroporto Rouen Vallée de Seine, dalle stazioni ferroviarie di Rouen-Rive-Droite e Rouen-Saint-Sever.
Per quanto riguarda il trasporto pubblico locale (tram e autobus, queste sono le linee in servizio:
- Métro : M ;
- TEOR : T1, T2, T3 et T4 ;
- FAST : F1, F2, F3, F4 et F5 ;
- Linee regolari TCAR : 5, 6, 8, 9, 11, 13, 20, 22, 26, 27, 29, 30, 32, 33, 34, 38, 39, 40, 41, 42, 43 et 88 ;
- Linee regolari TAE : A, B, C, D1, D2, E et F ;
- Linee di taxi : t35, t53 et t54 ;
- Linee notturne : N2, TEOR.

Dal 2007 esiste il servizio di Bike sharing: Cy'clic.

## Economia
L'attività commerciale di Rouen è favorita dal suo porto fluviale, per quanto la città si trovi a circa 60 km dal mare.

## Amministrazione
Rouen è suddivisa in tre cantoni, denominati cantone di Rouen-1, cantone di Rouen-2 e cantone di Rouen-3; nessun altro comune è compreso in questi cantoni.
Prima della riforma dei cantoni del 2014, era invece divisa in sette cantoni, nessuno dei quali comprendeva altri comuni.
Dal 2012 il sindaco della città è Yvon Robert.

## Sport
Nelle vicinanze della città era presente l'omonimo circuito motoristico. Ha ospitato cinque edizioni del Gran Premio di Francia validi per il campionato mondiale di Formula 1, tra il 1952 e il 1968, oltre ad alcune gare valide per il motomondiale. In città ha sede il Football Club de Rouen 1899, squadra di calcio cittadina.

### Gemellaggi
Rouen è gemellata con:
- Danzica
- Hannover
- Norwich
- Ningbo
- Salerno, dal 2003[18]
- Carmignano